# 阿禮海牙
阿礼海牙（?—?），译名又作阿里海牙、阿不海牙、阿卜海牙，畏兀儿人。元朝大臣。集贤大学士脱列之子，同知枢密院事野讷之弟。元仁宗、元文宗时中书平章政事。
早年为元武宗海山、元仁宗爱育黎拔力八达宿卫，以清慎通敏，甚受信任。元仁宗即位，任参议中书省事。皇庆元年（1312年），升参知政事。历任中书左丞、中书右丞。延祐四年（1317年），担任中书平章政事。延祐七年（1320年），元英宗即位，出为湖广行省平章政事。至治初年，历任江浙行省、河南行省、陕西行省平章政事，都有政绩。回朝为翰林学士，为父丁忧，解职回家。致和元年（1328年）七月，泰定帝在上都去世。他和燕帖木儿、伯颜支持怀王图帖睦尔，与元泰定帝的儿子元天顺帝争位。当图帖睦尔从江陵途径河南入大都时，他在开封迎接，再被任命为河南行省平章政事。他防御陕西支持天顺帝的诸王官员，派军在潼关坚守。因功任陕西行台御史大夫。天历二年（1329年），担任中书省平章政事。至顺元年（1330年）再任平章政事，兼侍正府侍正。元顺帝元统二年（1334年），出为河南行省左丞相，三月，改任江浙行省左丞相，不久去世。

## 延伸阅读
[在维基数据编辑]
 《元史·卷137》，出自宋濂《元史》